# Lu Shiow-yen
Dans ce nom chinois, le nom de famille, Lu, précède le nom personnel Shiow-yen.
Lu Shiow-yen, née le 31 août 1961 à Anle, est une femme politique taïwanaise, membre du Kuomintang. Elle est élue maire de Taichung, la deuxième plus grand ville de Taïwan après Taipei en décembre 2018.

## Biographie
Lu est diplômée d'un master en relations internationales de l'université Tamkang et d'un bachelor de l'université nationale Chengchi. Avant d'entrer en politique, elle travaille comme journaliste.
Le 24 novembre 2018, elle est élue maire de Taichung, battant le maire sortant, Lin Chia-lung. Elle entre officiellement en poste le 25 décembre, avec un discours d'inauguration durant lequel elle promet de se concentrer sur les problèmes de pollution atmosphérique de la ville.